# Mokry Bór (województwo świętokrzyskie)
Mokry Bór – wieś w Polsce położona w województwie świętokrzyskim, w powiecie kieleckim, w gminie Mniów.
| SIMC    | Nazwa    | Rodzaj    |
| ------- | -------- | --------- |
| 0992378 | Koziełek | część wsi |
| 0992384 | Stawiska | część wsi |

W latach 1975–1998 miejscowość administracyjnie należała do województwa kieleckiego.